# Dick Sargent

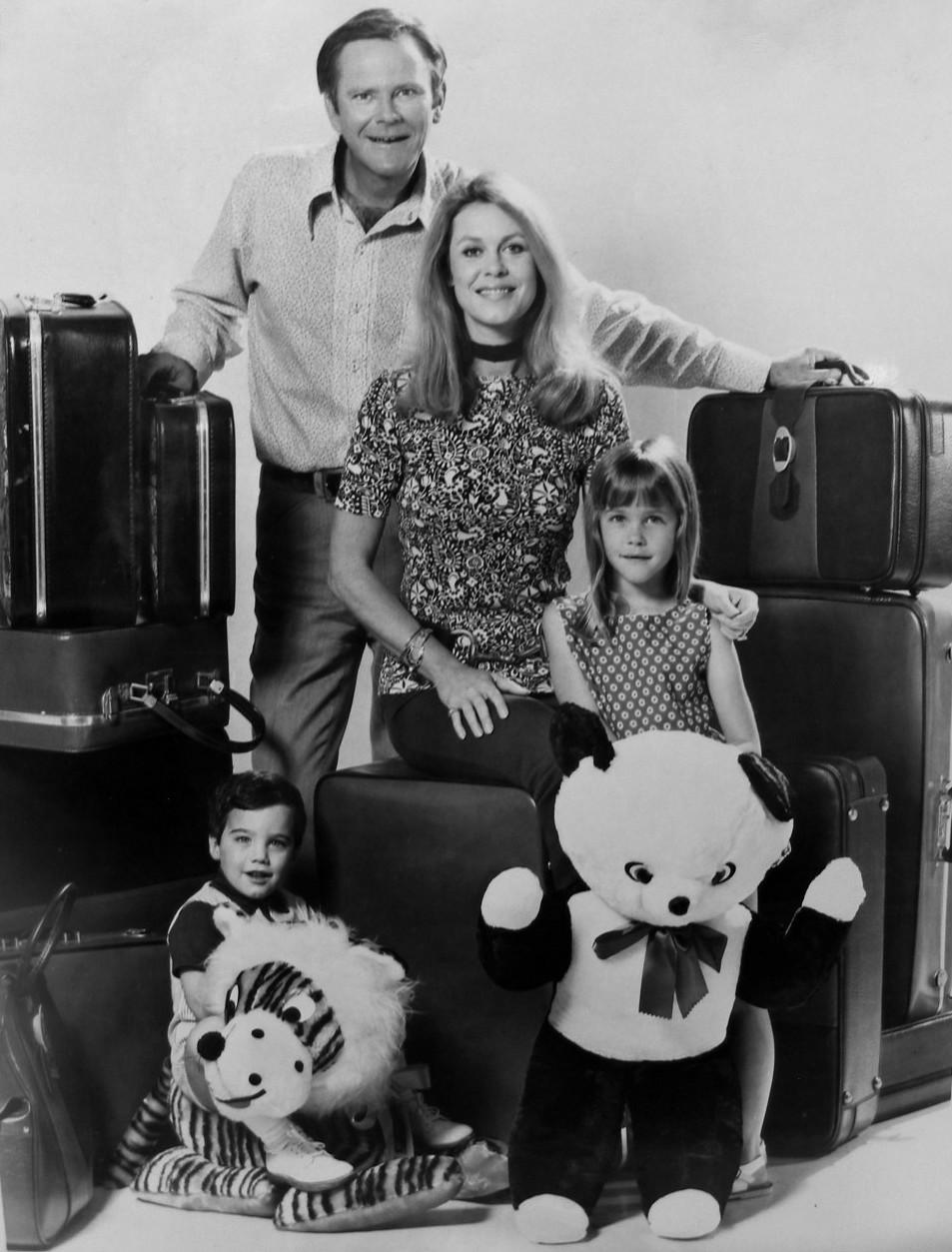
Dick Sargent şi Elizabeth Montgomery în 1971

Dick Sargent (n. 19 aprilie 1930, Carmel-by-the-Sea, California, SUA – d. 8 iulie 1994, Los Angeles, California, SUA, născut Richard Cox) a fost un actor de TV si film american. S-a făcut cunoscut ca cel de al doilea "Darrin Stephens" in serialul american de televiziune Bewitched (în România a rulat în anii '70 sub numele de Ce vrăji a mai făcut nevasta mea), preluând rolul jucat până atunci de Dick York, cu care se asemăna fizic. A interpretat rolul între anii 1969-1972, până la încheierea serialului.

## Filmografie parțială
- Prisoner of War (1954) – Lt. Leonard Lee (nemenționat)
- The Beast with a Million Eyes (1955) – Deputy Larry Brewster
- The Great Locomotive Chase (1956) – Union Soldier (nemenționat)
- Love Me Tender (1956) – Confederate Soldier (nemenționat)
- Bernardine (1957) – Sanford Wilson
- Mardi Gras (1958) – Dick Saglon
- Operation Petticoat (1959) – Ens. Stovall
- The Great Impostor (1960) – Hotchkiss
- That Touch of Mink (1962) – Young Man (Harry Clark)
- For Love or Money (1963) – Harvey Wofford
- Captain Newman, M.D. (1963) – Lt. Belden 'Barney' Alderson
- Fluffy (1965) – Tommy
- Billie (1965) – Matt Bullitt
- The Ghost and Mr. Chicken (1966) – George Beckett
- The Private Navy of Sgt. O'Farrell (1968) – Capt. Elwood Prohaska
- The Young Runaways (1968) – Freddy 'Sage'
- Live a Little, Love a Little (1968)
- Visând la Jeannie (1969) un episod, Jeannie for the Defense - Norman Cashman
- Adam-12 (1969) Log 92, Tell him he pushed a little too hard – Harry
- Bewitched (1969-1972) three seasons - Darrin Stephens
- Here's Lucy (1973) one episode, Lucy Plays Cops and Robbers
- The Love Boat (1977) one episode, Lonely at the Top/Silent Night/Divorce Me – Father Mike
- Three's Company (1977) – Lloyd Cross
- Charlie’s Angels (1978) – un episod, Angels in Vegas - Marty Cole
- Hardcore (1979) – Wes DeJong
- Parts: The Clonus Horror (1979) – Dr. Jameson
- ’’Family Ties’’ (1982) one episode, No Nukes Is Good Nukes - Elyse's dad
- I'm Going to Be Famous (1983) – The Director
- Benson (1984) sezonul 6 episodul 4 "the campaign" ca Worth Lakewood
- The Eleventh Commandment (1986) – Charles Knight
- Teen Witch (1989) – Frank Miller
- Rock-A-Die Baby (1989) – Dad (Adam)
- Twenty Dollar Star (1990) – Mr. Brandon
- Murder by Numbers (1990) – Patrick Crain
- Frame Up (1991) – Will Curran
- Acting on Impulse (1993) – Mr. Randolph (ultimul rol de film)